# Yossele Rosenblatt
Pour les articles homonymes, voir Rosenblatt.
Joseph "Yossele" Rosenblatt, né le 9 mai 1882 à Bila Tserkva (actuellement en Ukraine) et mort le 19 juin 1933 à Jérusalem, est un chantre juif (hazzan) et compositeur américain, qui fit une carrière internationale, considéré comme un des plus grands chantres de tous les temps, et dont l'œuvre connaît un renouveau contemporain.

## Biographie

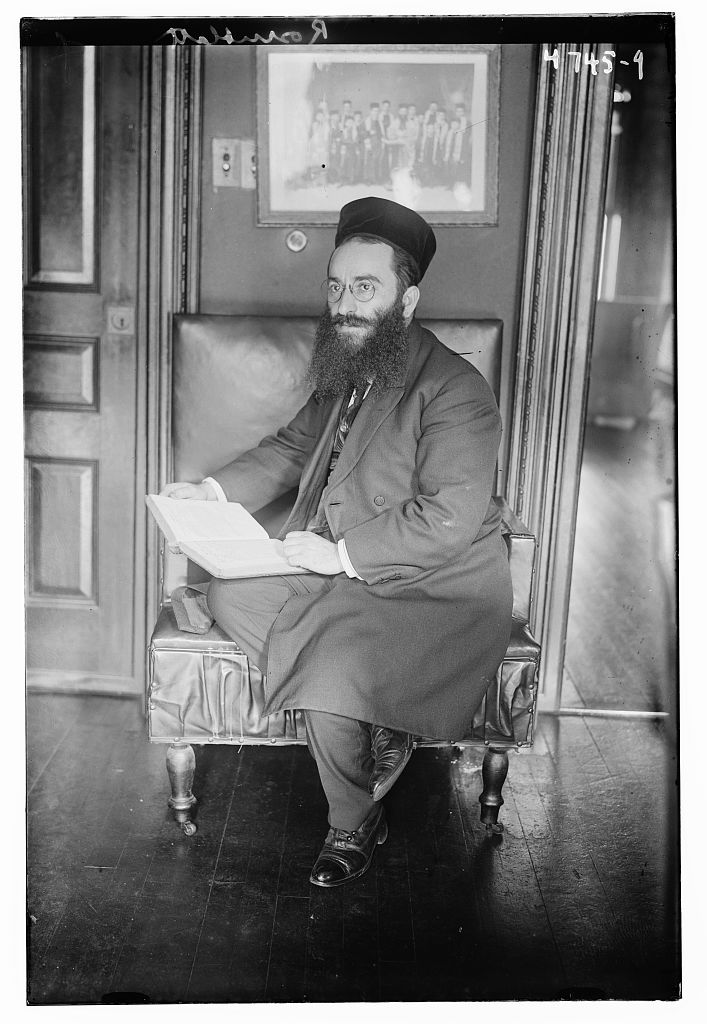
Yossele Rosenblatt vers 1918.

Yossele Rosenblatt est né le 9 mai 1882 à Bila Tserkva, en Ukraine. Il descend d'une longue lignée de hazzanim. Comme enfant, il est connu comme un chanteur prodige. À l'âge de 18 ans, il devient chantre à Moukatcheve, en Hongrie (aujourd'hui en Ukraine). Puis il devient chantre à Bratislava. Puis, on le retrouve à Hambourg, en Allemagne, et finalement à New York, à la Synagogue Ohab Tzedek. On l'entend chanter dans le film Le Chanteur de jazz, de 1927.
Quelques jours avant son décès, il est filmé en Terre Sainte.
Il meurt à Jérusalem, le 19 juin 1933. Il est enterré au cimetière juif du Mont des Oliviers.

## Renouveau
Le chanteur hassidique contemporain Mendy Werdyger a entrepris de restaurer des anciens disques de Yossele Rosenblatt, en enlevant tous les défauts techniques.